# Макензи, Уильям Лайон

Флаг Республики Канада на о. Нейви. Две звезды символизируют Верхнюю и Нижнюю Канаду

Уильям Лайон Макензи (англ. William Lyon Mackenzie; 12 марта 1795, Данди, Шотландия, — 28 августа 1861, Торонто, Канада) — канадский журналист и политик шотландского происхождения.
Мэр Торонто (1834—1835), организатор Восстания Верхней Канады (1837).

## Биография
Макензи иммигрировал в Канаду в 1820 году. В 1824—1834 годах он издавал журнал The Colonial Advocate в г. Йорк (ныне Торонто, Онтарио), выступая с нападками на членов «Семейного пакта», местных олигархов, которые контролировали неподотчётное в то время парламенту правительство колонии. Журнал выражал позицию Партии реформ, к которой относился и Макензи. В ответ на это сыновья местных богачей в 1826 году ворвались в редакцию, уничтожили печатный пресс, а литеры выбросили в озеро Онтарио.
В 1828 году он был избран в Законодательную ассамблею Верхней Канады. Пять раз его исключали из ассамблеи по обвинению в диффамации, однако всякий раз после этого он с успехом переизбирался туда снова.
В 1834 году был избран мэром Торонто. В 1837 году возглавил Восстание в Верхней Канаде против лейтенант-губернатора сэра Френсиса Бонда Хеда и Семейного пакта, которое потерпело поражение. Макензи бежал в США, где провозгласил образование Республики Канада на острове Нейви на реке Ниагара, откуда его сторонники совершали вылазки на территорию Канады. Позднее был приговорён к краткому тюремному заключению американскими властями за нарушение нейтралитета в результате громкого скандала, известного как дело корабля «Каролина».
Амнистия участников восстания позволила ему возвратиться в Канаду в 1849 году. В 1851—1858 годах он был депутатом Законодательной ассамблеи провинции Канада.
Умер в своём доме (82 Bond Street) в Торонто в 1861 году. Его дом, где он прожил последние 3 года, превращён в музей.
Его внук Уильям Лайон Макензи Кинг был премьер-министром Канады 3 раза с 1921 по 1948 год.